# Antonio Corso
Antonio Corso (Marano Lagunare, 7 febbraio 1934 – Marano Lagunare, 8 agosto 2018) è stato un calciatore italiano, di ruolo attaccante.

## Carriera
Formatosi nel Sangiorgina, nel 1952 venne ingaggiato dal Genoa, società militante in Serie B. Con i rossoblu esordì il 19 aprile 1953 in Genoa-Treviso, incontro valevole per la trentesima giornata del campionato cadetto 1952-1953, che vide le due squadre pareggiare a reti bianche. Con quell'unica presenza stagionale Corso poté fregiarsi del titolo di vincitore della Serie B 1952-1953.
La stagione seguente, in Serie A, esordì in Legnano-Genoa, il 25 aprile 1954, incontro terminato per 1 a 1. Nella seguente giornata di campionato, la trentesima, disputata il 2 maggio, Corso segnò la sua prima rete in rossoblu nell'incontro terminato per 3 a 1 a favore dei genoani contro la Lazio.
Nelle cinque stagioni disputate in massima serie con la maglia del Genoa, Corso ottenne come miglior piazzamento il nono posto dell'annata 1955-1956. Nella sua militanza genoana Corso giocò, tra campionato e Coppa Italia, 78 partite ufficiali, segnando 23 reti.
Nel 1958 Corso viene ingaggiato dal Verona, società militante in cadetteria. Con i veronesi Corso giocherà quattro stagioni tutte in Serie B, disputando 56 incontri in campionato. Il miglior piazzamento ottenuto con gli scaligeri fu il quarto posto, condiviso con la Lazio, nella stagione 1961-1962, ad un punto dalle promosse Napoli e Modena.
Con i veronesi partecipò inoltre alla Coppa delle Alpi 1960, la prima disputata: giocò entrambe le gare contro il Young Fellows Zürich, segnando anche una rete. Grazie alla prestazione complessiva delle squadre italiane, la Lega Calcio si aggiudicò il trofeo.
Nel 1962 passa al Siena, in Serie C. Nelle due stagioni giocate con i toscani, ottiene come miglior piazzamento il settimo posto nel Girone B della Serie C 1963-1964.
Lasciata la Toscana, ritorna nel suo natio Friuli per chiudere la carriera agonistica nel Torviscosa.

## Palmarès

### Club

#### Competizioni nazionali
- Campionato italiano di Serie B: 1

Genoa: 1952-1953